# Ostkoreabucht
Die Ostkoreabucht (kor.: 동조선만, Tongjosŏn-man) ist eine Bucht des Japanischen Meeres im Nordosten der Koreanischen Halbinsel. 
Sie verläuft entlang der nordkoreanischen Provinzen Hamgyŏng-namdo und Kangwŏn-do mit den Hafenstädten Wŏnsan und Hamhŭng-Hŭngnam. Als Grenzen werden der 38. Breitengrad (Demilitarisierte Zone) im Süden und die Stadt Kimch’aek im Norden angegeben.
Die Bezeichnung Ostkoreabucht wird hauptsächlich von Nordkorea verwendet, das die gesamte Bucht als seine Hoheitsgewässer betrachtet, was international jedoch nicht anerkannt wird. Nordkorea untermauert dabei seine Ansprüche mit dem Bezug auf eine angebliche historische Existenz der Bucht-Bezeichnung; tatsächlich handelt es sich bei dem Begriff wohl um eine moderne Namensschöpfung.
Auf der gegenüberliegenden Seite der Halbinsel befindet sich die Koreabucht.